# George Wesley Bellows
George Wesley Bellows (12 de agosto o 19 de agosto de  1882 - 8 de enero de 1925) fue un pintor y litógrafo estadounidense, integrado en la Escuela de Ashcan. Famoso por sus escenas en el ring y de la vida urbana en Nueva York, fue además cronista de la Primera Guerra Mundial, paisajista y uno de los mejores retratistas de su generación.

## Primeros años
Bellows nació en Columbus, Ohio. Asistió a la Universidad Estatal de Ohio desde 1901 hasta 1904, donde, además de practicar béisbol y baloncesto, colaboró con ilustraciones para Makio, el anuario de los estudiantes. Fue alentado para convertirse en un beisbolista profesional, y trabajó como ilustrador comercial mientras estudiaba. Continuó aceptando trabajos temporales en medios gráficos durante toda su vida. A pesar de estas oportunidades en el deporte y en el arte comercial, Bellows quería tener éxito como pintor. Dejó la universidad en 1904, poco antes de graduarse, y se mudó a Nueva York para estudiar arte.
Bellows estudió con Robert Henri en la "New York School of Art",  asociándose a su círculo, The Eigh (base de la Escuela Ashcan), artistas que creaban pinturas retratando a la sociedad americana en todas sus formas. En 1906, Bellows pudo alquilar su propio estudio.

## Nueva York
Bellows comenzó a adquirir fama en 1908, cuando él y otros estudiantes de Henri organizaron una exhibición de trabajos basados en el ambiente urbano. Mientras muchos críticos opinaban que las pinturas estaban crudamente pintadas, otros las consideraron audaces y dijeron que estaban un paso más allá que el trabajo de su maestro. Bellows fue maestro en la escuela de arte "Art Students League of New York" en 1909, aunque seguía más interesado en seguir una carrera como pintor. Su fama creció a medida que contribuyó en otros lugares conocidos a nivel nacional.

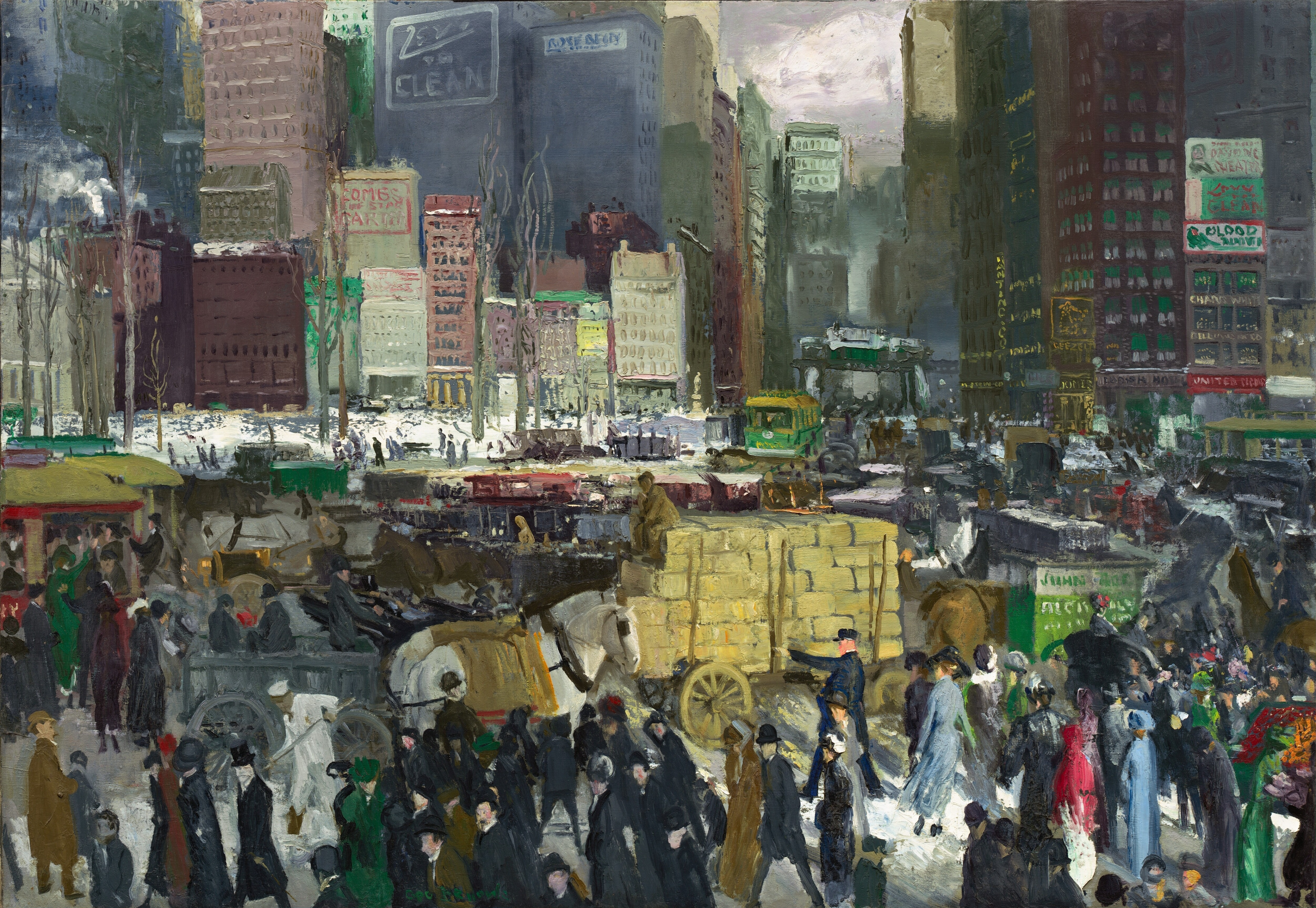
New York (1911).

Las escenas urbanas de Nueva York de Bellows describían la crudeza y el caos de la gente de clase obrera y los vecindarios, y también satirizaban a las clases altas. Desde 1907 y durante 1915, creó una serie de pinturas mostrando a la ciudad de Nueva York bajo la nieve. Esas pinturas fueron la mayor prueba de la habilidad de Bellows de combinar un gran sentido de luminosidad y textura visual. Las pinturas mostraban un desolado contraste entre las extensiones azules y blancas de la nieve y las ásperas y sucias superficies de las estructuras propias de una ciudad, y creaban una imagen antiestética e irónica de los hombres igualmente ásperos y sucios tratando de limpiar las impurezas de la nieve blanca. Sin embargo, la serie de pinturas de Bellows retratando peleas de boxeo amateurs fueron posiblemente su gran contribución a la historia del arte. Esas pinturas están caracterizadas en ambientes oscuros, en donde las brillantes pinceladas que representan a las figuras humanas vívidamente dan un fuerte sentido de moción y dirección.

## Activismo social y político
El prestigio creciente como pintor trajo cambios importantes a su vida y a su trabajo. Aunque continuó con la temática inicial, Bellows también comenzó a recibir encargos de retratos, además de invitaciones a eventos sociales, de la élite de Nueva York. Además, siguió el consejo de su maestro y comenzó a pasar sus veranos en Maine, en donde pasó su tiempo pintando furiosas marinas y otros paisajes en Monhegan y las islas Matinicus.
Al mismo tiempo Bellows, siempre consciente social, se asoció con un grupo de artistas y activistas radicales llamado "the Lyrical Left", el cual tenía una ideología anarquista en su extremo apoyo a las libertades individuales. También fue maestro en la Modern School en la ciudad de Nueva York (al igual que su mentor, Henri), y trabajó como editor en el periódico socialista The Masses, al cual contribuyó con dibujos y pinturas en 1911. Sin embargo, a menudo peleaba con los otros empleados por su creencia de que la libertad artística debería vencer a toda política ideológica que podría tener el periódico. Bellows también disentió notablemente con su círculo, apoyando públicamente la intervención de Estados Unidos en la Primera Guerra Mundial. En 1918, creó una serie de litografías y pinturas que describían gráficamente las atrocidades cometidas por Alemania durante su invasión a Bélgica. La más notable de ellas fue The Germans Arrive, la cual estaba basada en un relato verdadero, y la cual ilustraba crudamente a un soldado alemán conteniendo a un joven belga cuyas manos habían sido cortadas. Por esta razón, su trabajo fue altamente criticado por los censores y fue perseguido por los idealistas que estaban en contra de la guerra, apoyados por el gobierno nacional. 

## Últimos años
Posteriormente, las pinturas de Bellows se enfocaron hacia la vida cotidiana, con su esposa, Emma, y sus dos hijas, Anne y Jean, como centros de las obras. Las pinturas también mostraban una aproximación más programada en color y diseño, menos improvisada, un gran cambio con respecto a su trabajo previo. 
Además de la pintura, Bellows hizo contribuciones significativas a la litografía, ayudando a expandir el uso del medio como un arte fino en Estados Unidos. Finalmente instaló un taller dedicado a la litografía en su estudio en 1916, y entre 1921 y 1924 colaboró con el pintor Bolton Brown en más de cien imágenes. Bellows también ilustró numerosos libros sobre el final de su carrera, incluyendo varios de H. G. Wells.
Bellows fue profesor en la Escuela del Instituto de Arte de Chicago en 1919. En 1920, comenzó a pasar casi seis meses por año en he Woodstock, Nueva York, en donde construyó una casa para su familia. Bellows murió el 8 de enero de 1925 en la ciudad de Nueva York, enfermo de peritonitis, luego de haber tenido una operación de apéndice sin éxito.
Las pinturas y los trabajos de George Bellows están incluisas en las colecciones de los museos americanos más importantes, incluyendo la National Gallery of Art en Washington D. C., la Memorial Art Gallery de la Universidad de Rochester, en Rochester, Nueva York, y los museos Whitney y el Museum of Modern Art en Nueva York. El Museo de Arte de Columbus, ubicado en el pueblo natal de Bellows, también posee una gran colección de sus retratos y de las escenas de las calles de Nueva York.

## Obras

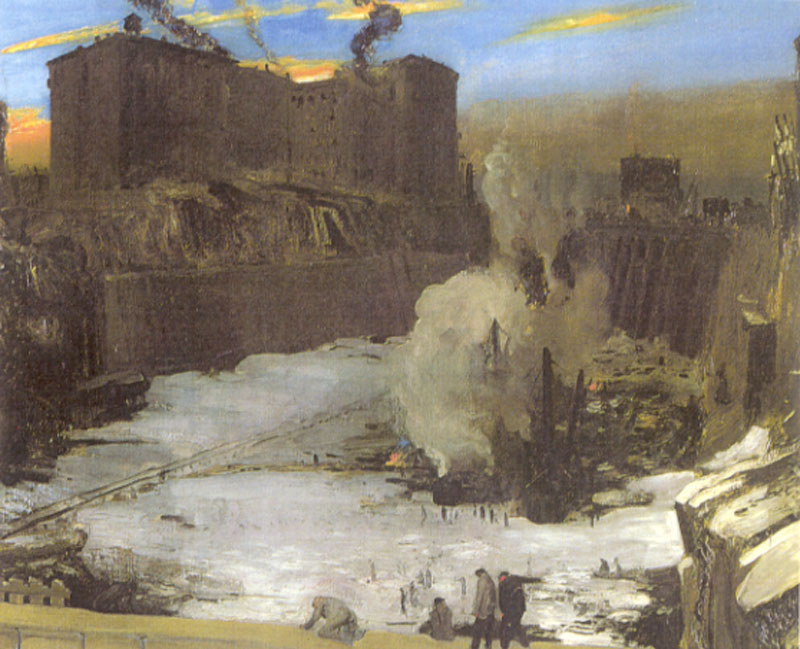
Excavaciones para la Estación de Pensilvania (1907)
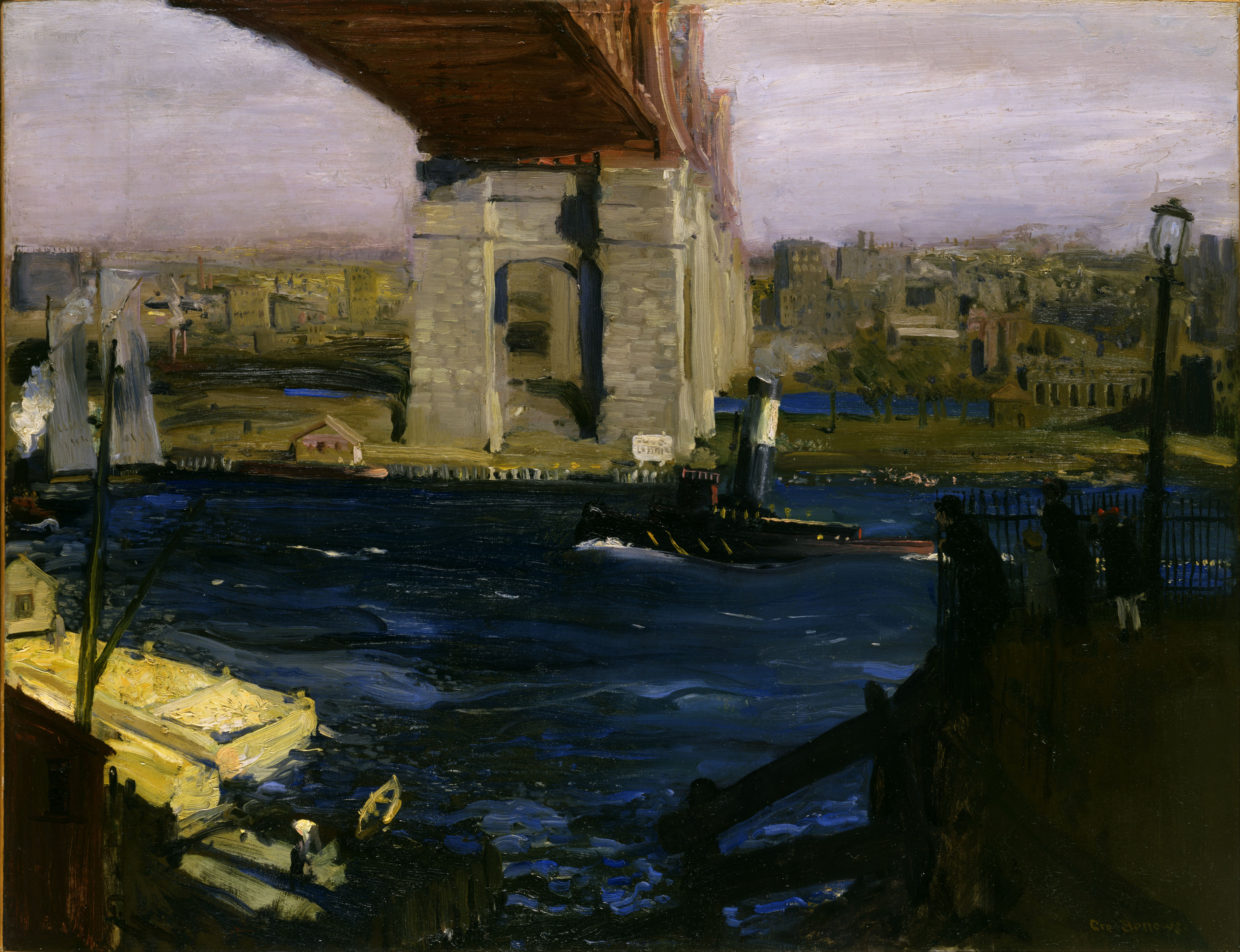
Puente (Blackwell’s Island) (1909)
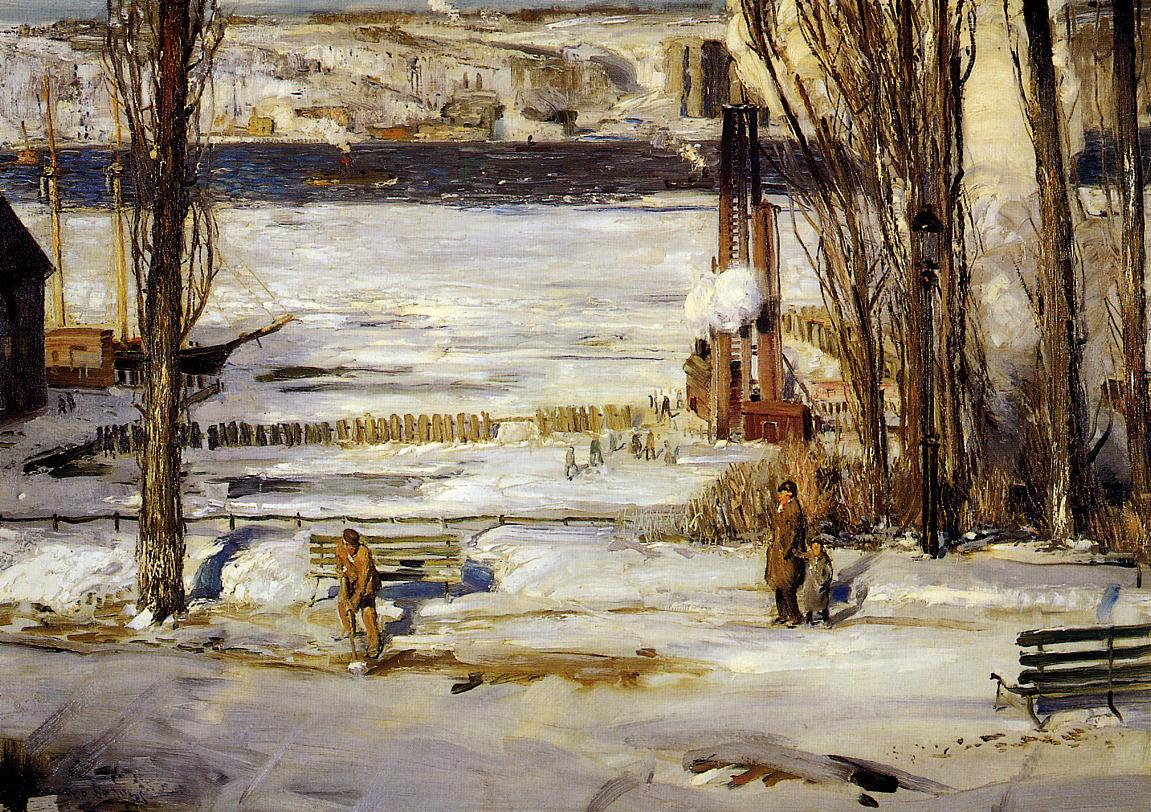
Nevada matinal en el río Hudson (1910)
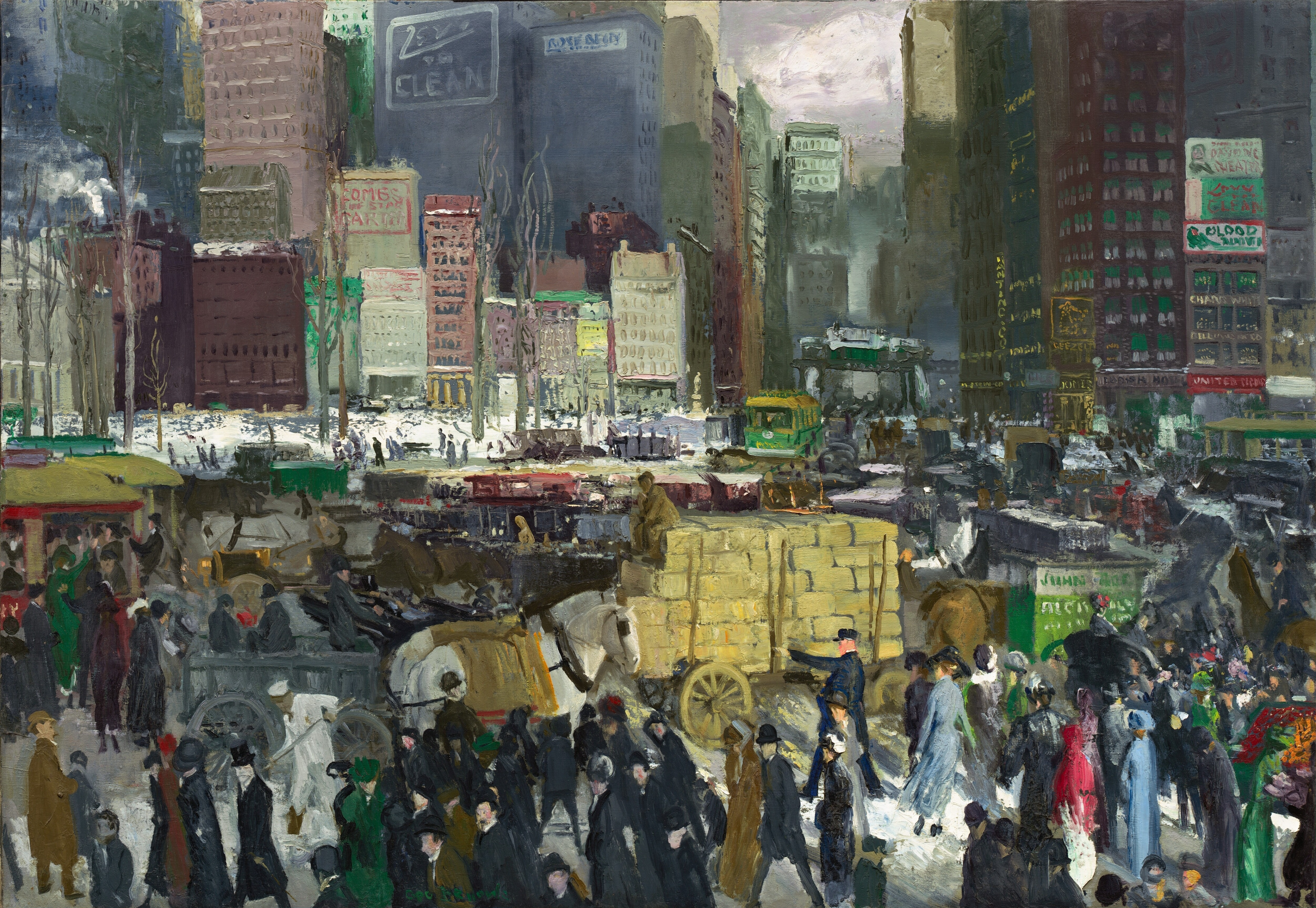
New York (1911)
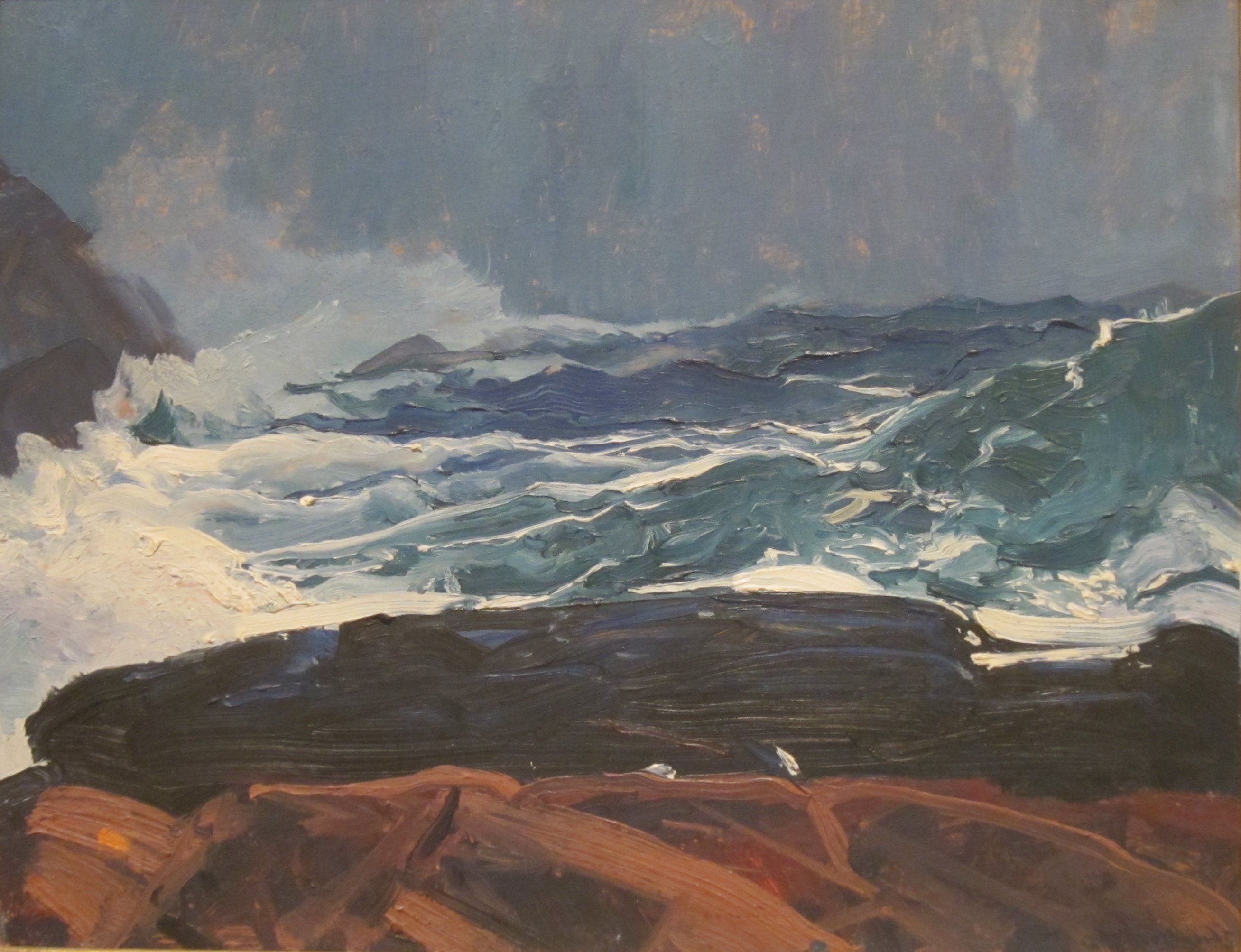
Lobster Cove (Monhegan, Maine) (1913)
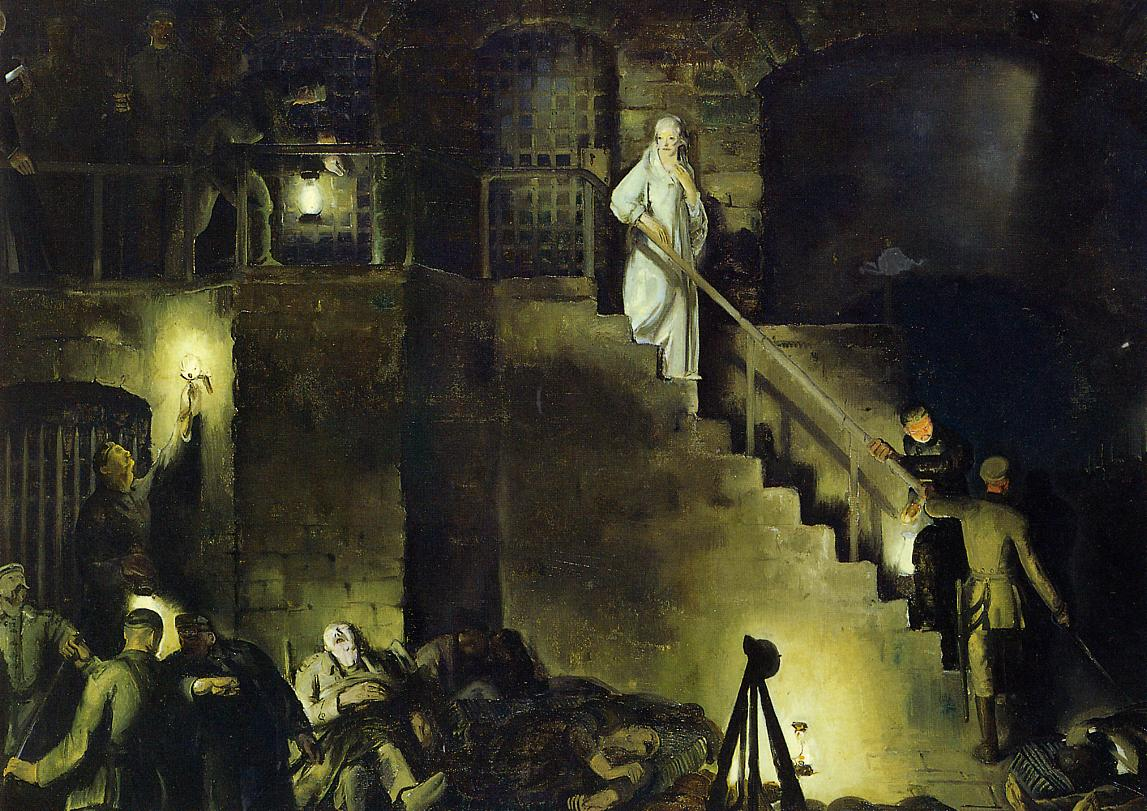
Edith Cavell (1918)
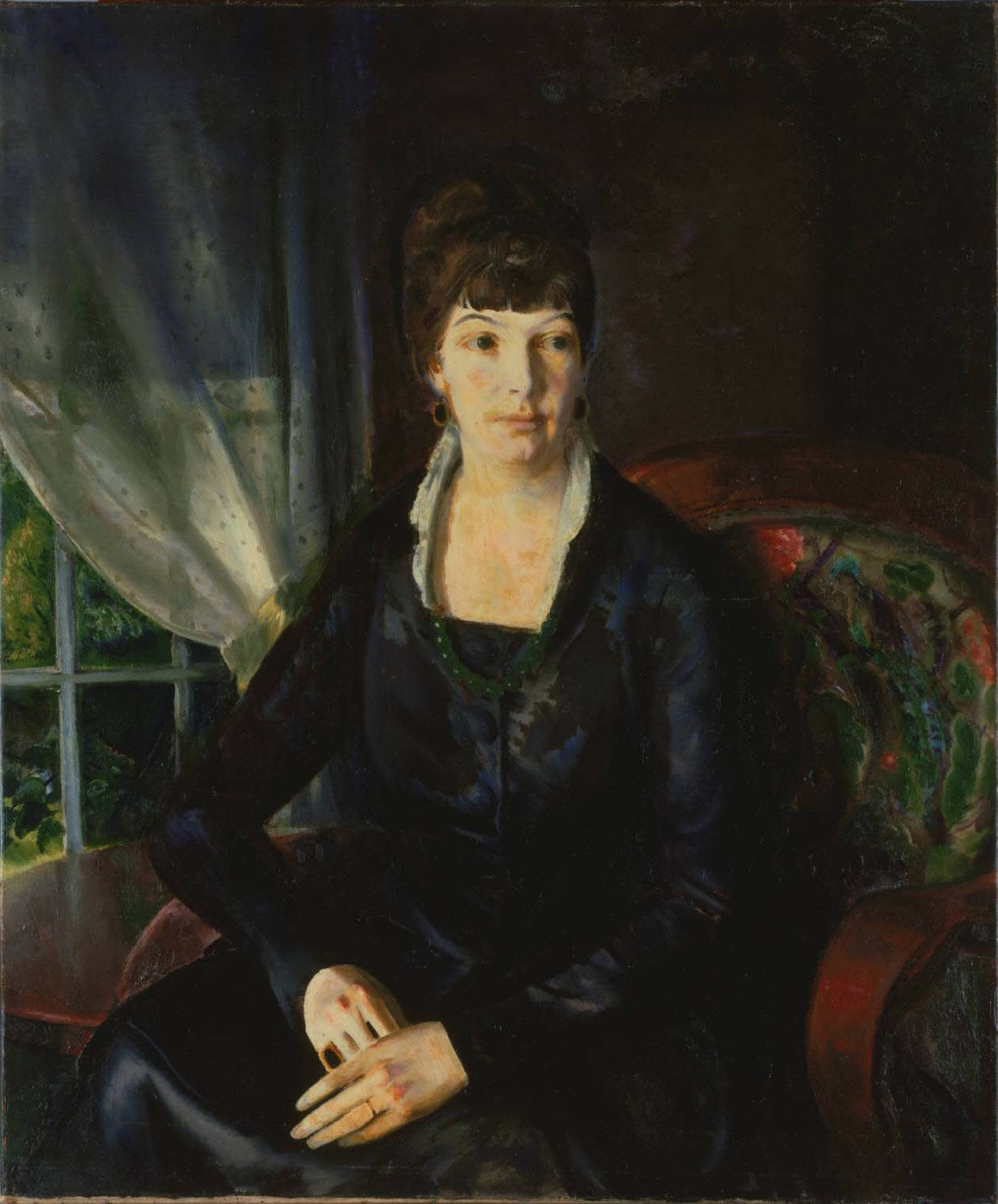
Emma junto a la ventana (1920)
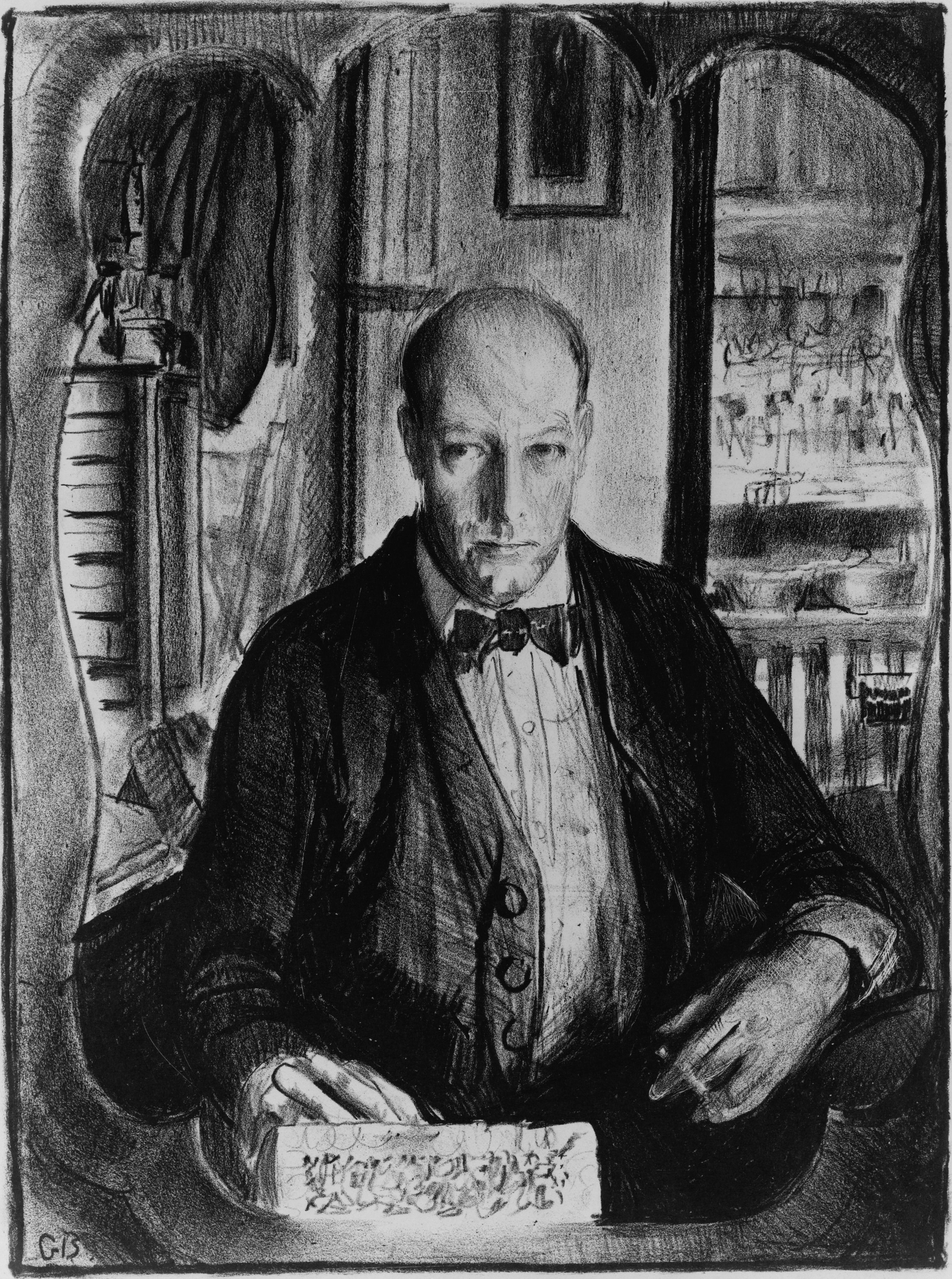
Autorretrato (1921), Litografía.
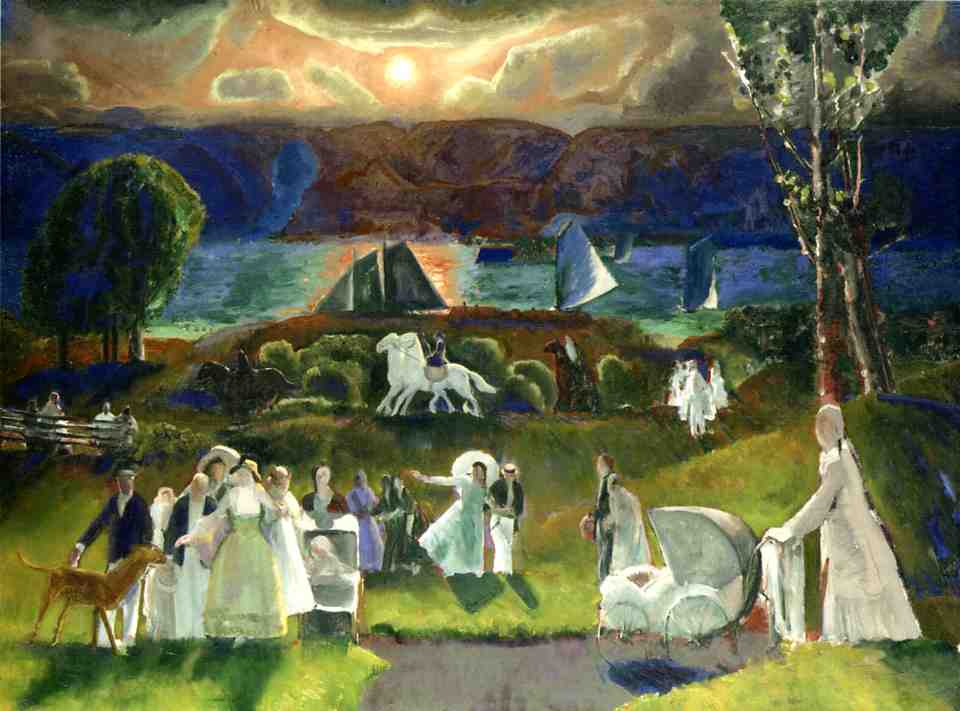
Fantasía de verano (1924)
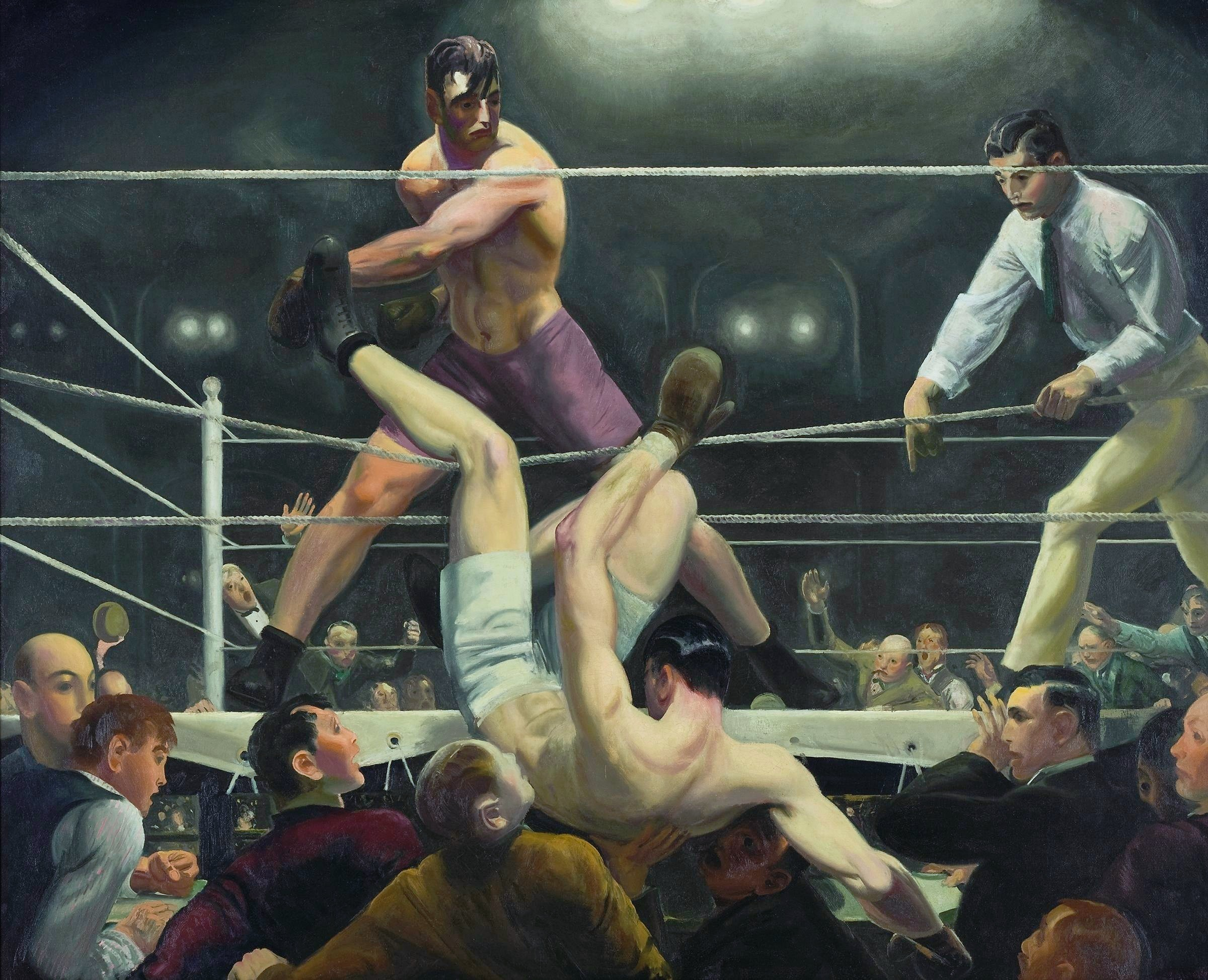
Dempsey contra Firpo (1924)